# كاتالين كاريكو
كاتالين كاريكو (بالمجرية: Karikó Katalin)‏(من مواليد 17 يناير 1955)عالمة كيمياء حيوية مجري متخصصة في آليات الحمض النووي الريبي. كان بحثها هو تطوير الرنا المرسال المنسوخ في المختبر لعلاجات البروتين. شاركت في تأسيس شركة RNARx وشغلت منصب الرئيس التنفيذي لها من عام 2006 إلى عام 2013. منذ عام 2013، شغلت منصب نائب الرئيس الأول في شركة بايونتيك آر إن إيه فارماسوتيكالز. وهي أيضًا أستاذة مساعدة في جامعة بنسلفانيا.
تركز أبحاث كاريكو على التنشيط المناعي بوساطة الحمض النووي الريبي، مما قادها بالتعاون مع عالم المناعة الأمريكي درو وايزمان إلى اكتشاف تعديلات النيوكليوزيدات التي تثبط استمناع الحمض النووي الريبي. يُنظر إلى هذا الاكتشاف على أنه مفتاح لاستخدام الـ mRNA في التطبيقات العلاجية. حصلت كاريكو بالشراكة مع وايزمان على براءات اختراع أمريكية لتطوير RNA معدل غير مناعي، وهي تقنية تم ترخيصها لاحقًا لكل من بايونتيك وموديرنا، مما مهد الطريق لتطوير لقاحاتهما المضادة لكوفيد-19.

## الجوائز والتكريمات
- مواطن فخري في كيسوجسالاس (2009)
- جائزة أفضل إعلامي عام (2020)[26]
- حصلت على المواطنة الفخرية في مقاطعة تشونغراد-تشاناد (2021)[27]
- مواطن فخري في سيجد (2021)[28]
- جائزة روزنستيل (2020)[29]
- دكتوراه فخرية في جامعة سيجد (2021)[30]
- جائزة الكرامة الإنسانية (2021)[31]
- جائزة سيشيني (2021)[32]
- وسام فيلهلم إكسنر (2021)[33][34]

## الحياة الشخصية
كاريكو متزوجة من بيلا فرانسيا وهي والدة سوزان فرانسيا الفائزة بالميدالية الذهبية الأولمبية مرتين. ولد حفيدها ، ألكسندر بير آموس ، في الولايات المتحدة في فبراير 2021 ، وفي وقت ولادته ، كانت كاريكو قادرة على التواجد هناك شخصياً مع ابنتها وصهرها ، المهندس المعماري ريان آموس.

## وسائط
عرضت صحيفة نيويورك تايمز حياتها المهنية التي أرست الأساس للقاحات mRNA لوباء COVID-19 .